# Kathleen Schöppe
Kathleen Schöppe (* 16. Dezember 1982 in Naumburg (Saale)) ist eine deutsche Gewichtheberin. Sie startet in  der nach oben offenen Gewichtsklasse "+75 kg". 2002 wurde sie Sportsoldatin der Deutschen Bundeswehr in Bruchsal.
Zu ihren größten Erfolgen zählen der dritte Platz bei den Europameisterschaften 2008 in Lignano mit 129 kg im Stoßen, der dritte Platz bei den Europameisterschaften 2006 in Władysławowo mit 133 kg im Stoßen und 238 kg in der Zweikampfwertung, was Rang 4 bedeutete. Bei den Junioren-Europameisterschaften 2001 in Kalmar belegte sie mit 200 kg Zweikampfleistung den dritten Platz.
Bei den Europameisterschaften 2009 in Bukarest erreichte sie mit 233 kg Zweikampfleistung den fünften Platz, bei den Weltmeisterschaften 2009 mit 237 kg Zweikampfleistung Rang 10 und bei den Europameisterschaften 2010 den 6. Platz mit 235 kg (= 102 kg + 133 kg). Bei den Weltmeisterschaften 2010 steigerte sie sich zwar auf  242 kg (= 106 kg + 136 kg) im Zweikampf, das bedeutete jedoch nur Rang 13 in der Gesamtwertung und den 11. Platz Stoßen.
Am 17. März 2012 verbesserte sie in Chemnitz den mehr als elf Jahre alten deutschen Rekord von Monique Riesterer im Stoßen um 500 g auf 138 kg.